# The Island (film fra 2005)
The Island er en science fiction film fra 2005 instrueret af Michael Bay, og med Ewan McGregor og Scarlett Johansson i hovedrollerne. Filmen kostede omkring 126 mio. USD og handler om McGregors karakters kamp med at affinde sig i den verden han lever i og de begivenheder der udspiller sig når han stiller spørgsmål ved sandheden. Filmen har et kritisk syn på kloning og genteknologi, og sætter fokus på de klassiske etiske og moralske spørgsmål om 'penge vs. menneskeliv'.

## Handling
I en nær fremtid bor alle udelukkende indendørs i et  'Big Brother' lignende samfund på grund af påståede klimaændringer og et giftudslip. Alt fra et lille humørudsving og ændringer i morgenurinen, til ens tanker og drømme bliver automatisk registreret og får straks konsekvenser for den enkelte. Diet, job og hvem man omgås socialt med er automatisk fastsat, og sex er ikke-eksisterende. Alle har svage minder om et tidligere liv, men husker kun tydeligt deres liv få år tilbage, efter det påståede giftudslip. De virker indoktrineret til at tro at de er specielle, og de en dag via et lotteri vil blive udtrukket som vindere og få lov til at komme til en eksotisk paradis-lignende ø som skulle være et af de få udendørs områder. Dette bliver også konstant prædiket for alle via tv-skærme og gentaget igen og igen. Men en dag opdager Lincoln Six-Echo at noget er galt, og mere og mere tyder på at den officielle forklaring på hvorfor at alle må leve indendørs ikke er rigtig. Derfor beslutter han sig sammen med Jordan Two-Delta for at bryde ud og hurtigt finder de ud af at de, og alle andre fra den indendørs verden, i virkeligheden er kloner af mennesker i den 'virkelige verden' og alt de nogensinde har kendt til, har været løgn.

## Produktion
Af hensyn til budgettet, blev der tilføjet synlige reklamer for bl.a. Macintosh, MSN og XBox i filmen, hvilket angiveligt indbragte i omegnen af 850.000 USD.

## Eksterne Henvisninger
- The Island på Internet Movie Database (engelsk)
- The Island på Filmdatabasen
- The Island på Scope
- The Island i Svensk Filmdatabas (svensk)
- The Island på AlloCiné (fransk)
- The Island på MovieMeter (nederlandsk)
- The Island på AllMovie (engelsk)
- The Island på Turner Classic Movies (engelsk)
- The Island på The Movie Database (engelsk)
- The Island på Rotten Tomatoes (engelsk)